# Reg Leafe

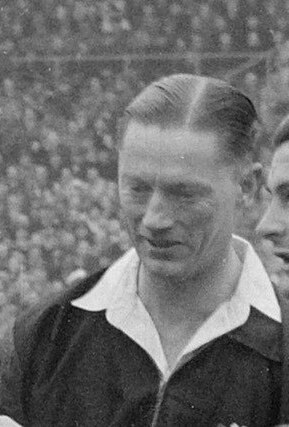
Reg Leafe (1953)

Reginald James „Reg“ Leafe (* 15. Dezember 1914 in Lambley; † 21. Januar 2001 in Basford) war ein englischer Fußballschiedsrichter. Als Vertreter der englischen Football Association erlangte er überregionale Bekanntheit durch die Leitung von Endrundenpartien bei den Weltmeisterschaften 1950 und 1958 sowie Europapokalspielen in den 1950er und 1960er Jahren. 

## Werdegang
Als Jugendlicher selbst Fußballspieler übernahm Leafe nach seinem verletzungsbedingten Karriereende das Amt des Schiedsrichters. Nachdem er Ende der 1940er Jahre erste Erfahrung bei Freundschaftsspielen gesammelt hatte, leitete er bei der WM-Endrunde 1950 in Brasilien zwei Spiele, in der Finalrunde war er mit dem 6:1-Erfolg der gastgebenden Brasilianer über Spanien betraut worden. Acht Jahre später entsandte ihn sein Heimatverband ein zweites Mal zur WM-Endrunde, dieses Mal nach Schweden. Dort pfiff er zwei Spiele – darunter das Viertelfinalspiel zwischen den gastgebenden Schweden und der Mannschaft der Sowjetunion. Ironischerweise wurde bei beiden Turnieren der Gastgeber jeweils Vizeweltmeister, bis heute (Stand: 2021) sind dies auch die beiden einzigen WM-Endrunden mit diesem Fakt. 1960 war er zudem Schiedsrichter bei den Olympischen Sommerspielen.
1955 hatte Leafe seine herausragende Stellung unter den englischen Schiedsrichtern untermauert und war mit dem Endspiel um den englischen Fußballpokalwettbewerb der Männer zwischen Newcastle United und Manchester City betraut worden, das die Magpies mit einem 3:1-Erfolg gewannen. 
Auch mit seinen Leistungen im Europapokal schrieb Leafe sich nachhaltig in die Fußballbücher. Im Europapokal der Landesmeister 1960/61 übernahm er das Rückspiel zwischen Titelverteidiger und bis dato alleiniger Wettbewerbsgewinner Real Madrid und dem katalanischen Konkurrenten FC Barcelona, das Hinspiel hatte mit einem 2:2-Unentschieden geendet. Im Rückspiel verwehrte er insgesamt vier Toren die Anerkennung – drei Entscheidungen fielen zuungunsten der Königlichen, die nach der 1:2-Niederlage aus dem Bewerb ausschieden. Im Halbfinale leitete er das Rückspiel zwischen Rapid Wien und Benfica Lissabon, nach einem für die Österreicher verweigerten Strafstoß kam es beim Stand von 1:1-Unentschieden zu Ausschreitungen, als erstes Europapokalspiel wurde das Match in der 88. Spielminute abgebrochen.